# Postgården (Aalborg)
Postgården er en tidligere større gård ved Sønder Tranders øst for Aalborg. Gårdens jorder anvendes nu bl.a. til Aalborg Universitet og Nybyggeriet Aalborg Universitetshospital.
Gården opstod i 1786 ved udflytning fra Sønder Tranders i forbindelse med udskiftningen under navnet Grønrøgel. I 1799 blev gården overtaget af postmester Frisch fra Aalborg, som påbegyndte den nuværende hovedbygning omkring 1804. Frisch nåede ikke at afslutte byggeriet, inden han døde i 1806, men hans erhverv gav gården kaldenavnet Postgården.:12
Ved overdragelsen i 1799 var gården også gået fra fæstestatus i forhold til Sohngårdsholm til selvejerstatus.:12
Hovedbygningen er i klassicistisk stil med barokt tag. Omkring 1860 blev der  tilføjet et fag, hvorved den strenge symmetri blev brudt. Bygningen blev fredet i 1939.
Efter en række ejerskifter blev gården i 1947 overtaget af Jens Christian Christensen, som i en årrække repræsenterede Venstre i Folketinget. Ved hans død i 1982 overtog enken Korna Christensen gården, som atter efter hendes død i 1999 gik i arv til datteren Birgit Løgstrup.:19-20
Omkring 2010 overgik hovedparten af jorden øst for gården til Nybyggeriet Aalborg Universitetshospital.
I 2019 blev resten af gården solgt til Novi, som vil udnytte nærheden til AAU's medicineruddannelse. Den fredede hovedbygning er bevaret, mens driftsbygningerne blev revet ned et par år senere.

## Galleri
- Postgårdens hovedbygning set fra sydvest (2022)
- Hovedbygningen set fra vest (2022)
- Hovedbygningen set fra nordvest (2022)